# Münsterland Giro 2012
Il Münsterland Giro 2012, settima edizione della corsa, valido come evento dell'UCI Europe Tour 2012 categoria 1.1, si svolse il 3 ottobre 2012 su un percorso di 193 km. Fu vinto dal tedesco Marcel Kittel, che giunse al traguardo in 4h 26' 54" alla media di 43,38 km/h.
Al traguardo 194 ciclisti portarono a termine la gara.

## Squadre e corridori partecipanti
| N.      | Cod. | Squadra                      |
| ------- | ---- | ---------------------------- |
| 1-8     | ARG  | Argos-Shimano                |
| 11-18   | LTB  | Lotto-Belisol Team           |
| 21-28   | GRS  | Garmin-Sharp                 |
| 31-38   | OPQ  | Omega Pharma-Quickstep       |
| 41-48   | VCD  | Vacansoleil-DCM              |
| 51-58   | GER  | Germania                     |
| 61-68   | APP  | Team NetApp                  |
| 71-78   | LET  | Leopard-Trek Continental     |
| 81-88   | RB3  | Rabobank Continental Team    |
| 91-98   | LAN  | Landbouwkrediet-Euphny       |
| 101-108 | RVL  | RusVelo                      |
| 111-118 | TSV  | Topsport Vlaanderen-Mercator |

| N.      | Cod. | Squadra                        |
| ------- | ---- | ------------------------------ |
| 121-128 | CJP  | Cyclingteam Jo Piels           |
| 131-138 | GLU  | Glud & Marstrand-LRØ           |
| 141-148 | TTR  | Raiko-Stölting                 |
| 151-158 | CCD  | Differdange-Magic-sportfood.de |
| 161-168 | TRS  | Team Eddy Merckx-Indeland      |
| 171-178 | TIR  | Tirol Cycling Team             |
| 181-188 | THF  | Team Heizomat                  |
| 191-198 | NSP  | NSP-Ghost                      |
| 201-208 | SCS  | Team Specialized Concept Store |
| 211-218 | VBG  | Team Vorarlberg                |
| 221-228 | RIJ  | Cyclingteam De Rijke-Shanks    |
| 231-238 | TSP  | Nutrixxion-Abus                |

## Ordine d'arrivo (Top 10)
| Pos. | Corridore           | Squadra          | Tempo    |
| ---- | ------------------- | ---------------- | -------- |
| 1    | Marcel Kittel       | Argos-Shimano    | 4h26'54" |
| 2    | Michael Van Staeyen | Topsport Vlaand. | s.t.     |
| 3    | Dylan Groenewegen   | Cycl. de Rijke   | s.t.     |
| 4    | Moreno Hofland      | Rabobank         | s.t.     |
| 5    | Giorgio Brambilla   | Leopard-Trek     | s.t.     |
| 6    | Andrew Fenn         | Omega Pharma     | s.t.     |
| 7    | Joeri Stallaert     | Landbouwkrediet  | s.t.     |
| 8    | Rüdiger Selig       | Katusha Team     | s.t.     |
| 9    | Roy Sentjens        | Cycl. de Rijke   | s.t.     |
| 10   | André Greipel       | Lotto-Belisol    | s.t.     |